# Инглис (Флорида)
Инглис (енгл. Inglis) град је у америчкој савезној држави Флорида. По попису становништва из 2010. у њему је живело 1.325 становника.

## Демографија
Према попису становништва из 2010. у граду је живело 1.325 становника, што је 166 (11,1%) становника мање него 2000. године.
| Група             | 2000.         | 2010.         |
| Белци             | 1.446 (97,0%) | 1.215 (91,7%) |
| Афроамериканци    | 0 (0,0%)      | 7 (0,5%)      |
| Азијати           | 5 (0,3%)      | 17 (1,3%)     |
| Хиспаноамериканци | 28 (1,9%)     | 62 (4,7%)     |
| Укупно            | 1.491         | 1.325         |